# Hydrophis laboutei
Hydrophis laboutei là một loài rắn trong họ Rắn hổ. Loài này được Rasmussen & Ineich mô tả khoa học đầu tiên năm 2000.